# Normannen
Der Begriff Normanne wird in verschiedenen Bedeutungen verwendet. Zum einen wird er im Deutschen als Oberbegriff für alle Skandinavier des Mittelalters verwendet. Zum anderen bezeichnet das Wort die Einwohner des Herzogtums Normandie, deren ursprüngliche ethnische Zusammensetzung allerdings noch nicht völlig geklärt ist, sowie insbesondere deren Häuptlingsgeschlechter skandinavischer Abstammung und deren Nachkommen in Süditalien, England und anderswo. Mit der Zeit hat sich aber der zweite Begriff als der übliche durchgesetzt.

## Etymologie
Das deutsche Wort Normanne entstammt lateinischen Quellen, in denen sich die Entsprechungen nortmanni, northmanni und nordmanni finden. Seinen Ursprung hat es im Skandinavischen, wo norðmaðr (Pl. norðmenn) Menschen bezeichnet, die in nordischen Ländern (norðrlönd) wohnen oder von dort stammen, ohne dass dabei die konkrete geografische Zuordnung vorliegt. Manchmal bezeichnet das Wort auch konkret „Norweger“ als Synonym zu noregsmaðr. Nordmannus (Sg. zu nordmanni) wird auch synonym zu dacus „Daker“ verwendet.

## Begriff
Bei den Normannen im engeren Sinne handelt es sich um Nachkommen der Wikinger, die 911 in das Fränkische Reich aufgenommen worden waren, das Christentum annahmen und sich rasch akkulturierten. Das Gebiet benannten sie nach ihrer Herkunft Normandie. Die nur im Deutschen bestehende zweite Identifizierung der Normannen mit den Bewohnern Skandinaviens vom Ende des 8. bis 11. Jahrhunderts stammt aus der Terminologie der karolingischen Autoren, welche die im 9. Jahrhundert einfallenden Wikinger als „Nordmannen“ bezeichneten. In der historischen Forschung wie auch im Französischen und im Englischen differenziert man allerdings zwischen Normannen und Wikingern.

## Historischer Kontext

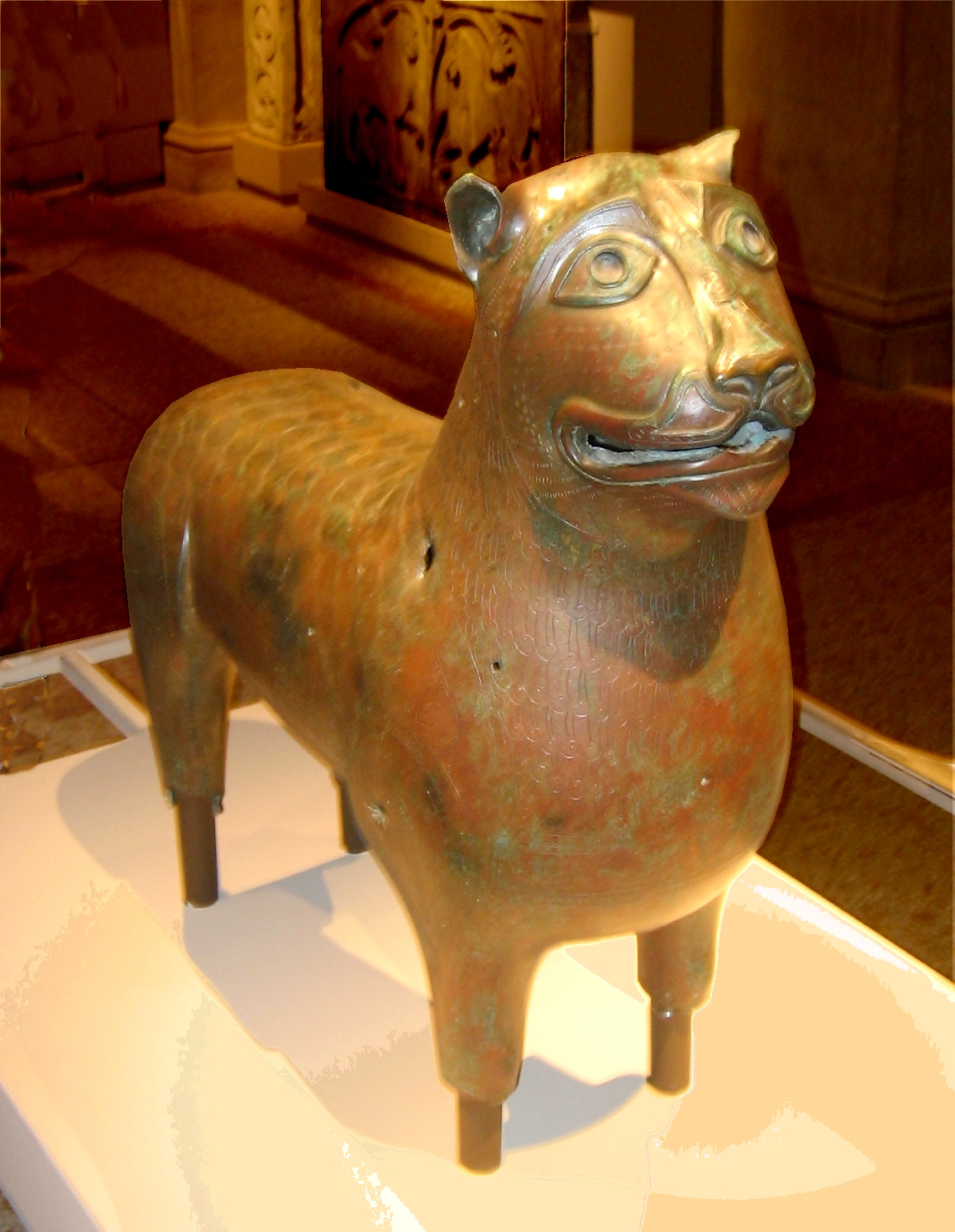
Bronzene Löwen-Statue um 1100, italo-normannisch, heute im New Yorker Metropolitan Museum of Art

Die Quellenlage ist dürftig. Während das 9. Jahrhundert durch die Annalen von St. Bertin und die Annales Vedastini und die Zeit nach 919 durch die Arbeiten von Flodoard von Reims relativ gut abgedeckt ist, gibt es für die weiteren Jahrzehnte des 10. Jahrhunderts nur wenig. Es gibt Dudo von Saint-Quentins „De moribus et actis primorum Normanniæ ducum“, geschrieben zwischen 1015 und 1026, ein Text mit vielen Fehlern und Ungenauigkeiten. So bezeichnet Dudo die Anführer der Normannen im 10. Jahrhundert als Herzöge, obgleich dieser Titel erst ab 1006 verwendet wurde, und er spricht anachronistisch von der Normandie als territorialer Einheit, die es zur Zeit Rollos gar nicht gab. Dagegen bezeichnet Flodoard den Anführer als „Princeps Normannorum“. Auch Flodoard hat die Vorgänge geschildert. Er gilt als der zuverlässigere Chronist. Eine weitere Quelle ist die Geschichte der duces Normannorum des Guilelmus Gemeticensis (auch Wilhelm von Jumièges, Wilhelmus Calculus). Er lebte im 11. Jahrhundert. Er schöpfte aus Dudos Werken und aus Überlieferungen des Klosters Jumièges.

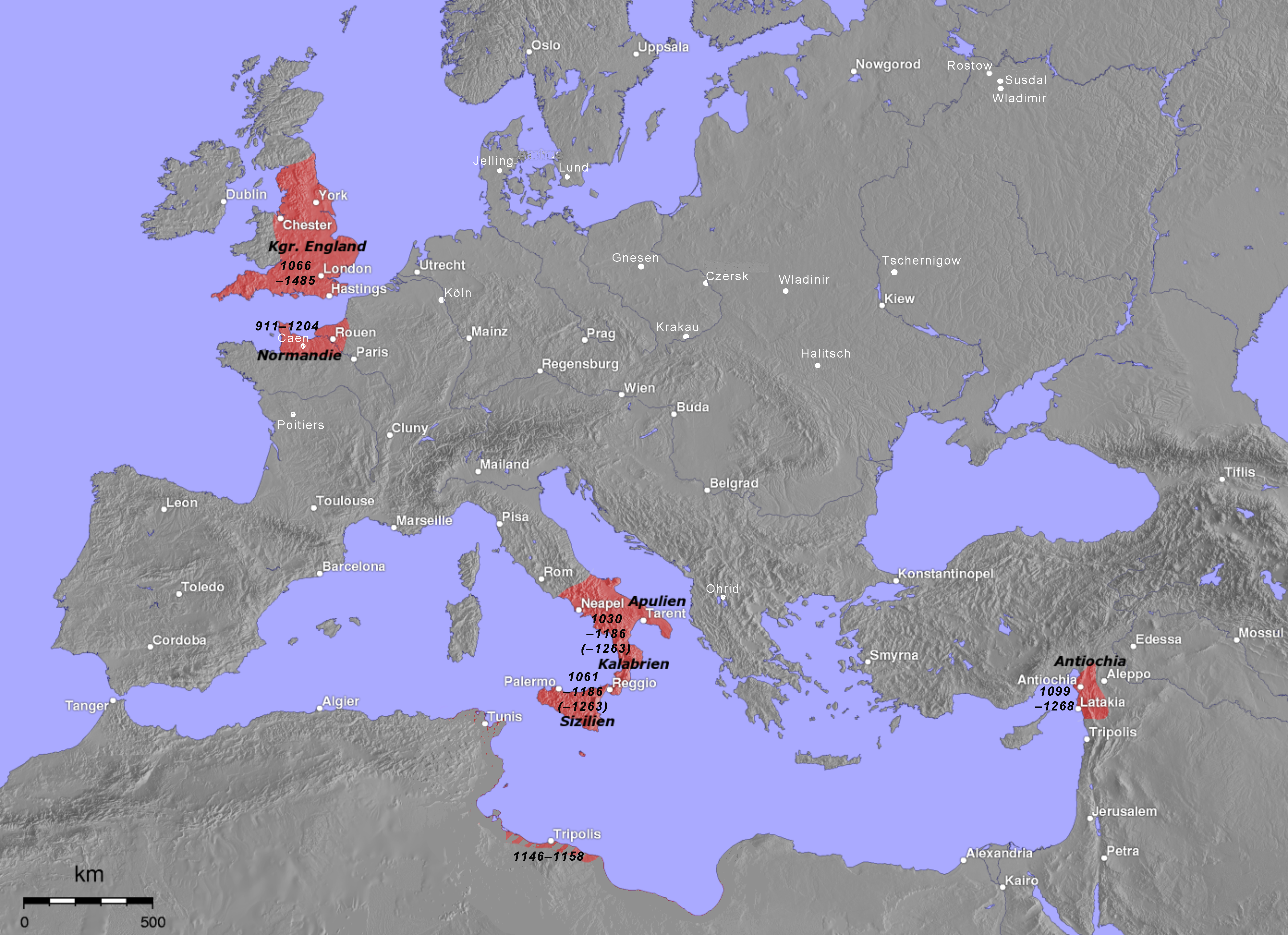
Normannische Gebiete im 12. Jahrhundert

### Einfälle und Siedlungen
Um welche Skandinavier es sich handelte, ist nicht sicher. Zunächst hatte man es mit räuberischen Wikingern zu tun, die die nordfranzösischen Küsten heimsuchten. Sie kamen vor allem aus Dänemark, aber auch aus Norwegen. Diese wikingische Vorgeschichte lässt sich auf dem Kontinent wie folgt zusammenfassen:
| 84100     | Überfall auf Rouen                                                                                             |
| 84200     | Überfall auf den Hafenplatz Quentovic                                                                          |
| 84300     | Errichtung einer festen Wikingersiedlung der Loire-Normannen auf der Insel Noirmoutier                         |
| 84400     | Überfall auf Toulouse und die spanische Küste                                                                  |
| 84500     | Überfall auf Paris                                                                                             |
| 85100     | Errichtung eines Stützpunktes auf der Seineinsel Oissel vor Rouen                                              |
| 85600     | Überfall auf Paris                                                                                             |
| 862–864   | Errichtung fester Winterlager in Utrecht und Nimwegen, Zerstörung von Dorestad, Plünderung von Köln und Xanten |
| 86500     | Überfall auf Orléans und Le Mans                                                                               |
| 86600     | Überfall auf Melun                                                                                             |
| 87900     | Überfall auf Flandern, fester Stützpunkt in Asselt, von dort Überfälle ins Rheingebiet und in den Weserraum    |
| 881–88300 | Raubzüge in das Rhein-Maas-Gebiet                                                                              |
| 883–884   | Festes Lager in Duisburg                                                                                       |
| 88500     | Überfall auf Paris                                                                                             |
| 892       | Überfall auf Trier und Abtei Prüm                                                                              |
| 89600     | Einfall in das Seinegebiet, Maas, Loire bis Burgund                                                            |
| 90300     | Einfall über die Loiremündung                                                                                  |

Nach Snorri soll ein Seeräuber namens Hrolf (Gange-Hrolf) in Norwegen auf Raubzug gewesen sein, nachdem König Harald Schönhaar ein mit Bann bewehrtes Verbot der Raubzüge innerhalb seines Landes erlassen hatte. Das führte zur Verbannung Hrolfs.

„Göngu-Hrólfur för síðan vestur um hafí Suðureyjar og þaðan fór hann vestur í Valland og herjaði þar og eignaðist jarlsríki mikið og byggðiþar mjög Norðmönnum og er þar síðan kallast Norðmandí. Af Hrólfs ætt eru komnir jarlar í Norðmandí. Sonur Göngu-Hrólfs var Vilhjálmur, faðir Ríkarðar, föður annars Ríkarðar, föður löngumspaða, föður Vilhjálms bastarðar Englakonungs. Frá honum eru síðan komnir Englakonungar allir.“

„Gang-Hrolf fuhr darauf ins Westmeer nach den Hebriden, von dort weiter nach Frankreich. Dort heerte er, eroberte sich ein mächtges Jarlsreich und siedelte dort viele Normannen an. Daher heißt dieses Land „Normandie“. Aus Hrolfs Geschlecht stammen die Jarle der Normandie. Der Sohn Gang-Hrolfs war Wilhelm, der Vater Richards. Dessen Sohn war Richard der Zweite, der Vater Robert Langschwerts, dessen Sohn Wilhelm der Bastard, der König von England. Von ihm stammen alle englischen Könige.“

Es handelt sich bei dieser Darstellung um den bekannten Rollo. Ob allerdings Snorri mit dieser Gleichsetzung Recht hatte, wird zunehmend bezweifelt, weil die kontinentalen Quellen Rollo für einen Dänen halten.

Im Jahr 911 erlitten die Wikinger in der Schlacht bei Chartres eine empfindliche Niederlage. Der räuberische Antrieb ließ bereits nach. Die großen Verluste an Kriegern konnten nicht mehr ergänzt werden, weil die seeräuberische Lebensweise in den Heimatländern mit dem Erstarken königlicher Zentralmacht keine Unterstützung mehr fand – wie sich am Vorgehen Harald Schönhaars zeigt – und auch der eigene Nachwuchs zunehmend ausblieb. So kam es, dass sich bei den Wikingern allmählich Kriegsmüdigkeit einstellte und sie nach Siedlungsland Ausschau hielten. 

„Satis præliati sumus, Francosque debellavimus; consequens videtur nobis ut requiescamus, fructibusque terræ patienter fruamur“

„Wir haben genug gekämpft und die Franken besiegt. Nun wollen wir uns lieber zur Ruhe setzen und in Frieden die Früchte des Landes genießen.“

### Belehnungen
Karl III. war der letzte römische Kaiser aus dem Geschlecht der Karolinger, der auch über das Westfränkische Reich herrschte. Ihm folgte der mächtige Graf Odo von Paris, Herrscher über Neustrien, der Landschaft zwischen Schelde und Loire, der mit Paris und vielen reichen Abteien eine relativ stabile Machtbasis im Westfrankenreich hatte. Nach ihm kam König Karl III., der „Einfältige“ (898–923). Doch dieser hatte bei weitem nicht mehr die Macht, die früher die Karolinger besessen hatten, und besaß nur ein kleines Herrschaftsgebiet nördlich von Paris mit dem Mittelpunkt Laon. Die Macht war zwischen den Großen des Landes zersplittert, die für sich die Landesverteidigung reklamierten. Der mächtigste Konkurrent um die Macht war Robert, der jüngere Bruder Odos. Es kam zu einem Kompromiss zwischen König und Grafen, der es ermöglichte, eine gemeinsame Strategie gegen die Raubzüge der Wikinger zu entwickeln. Das führte schließlich 911 zum Sieg in Chartres. Ein Teil der Wikinger zog ab, ein anderer Teil nahm unter Rollo Verhandlungen mit König Karl und dem nunmehr zum Nachfolger Odos gewordenen Grafen Robert von Paris auf. Es kam zum Vertrag von Saint-Clair-sur-Epte. Nach Dudo von St. Quentin soll Rollo das Gebiet von der Epte bis zum Atlantik erhalten haben. Jedenfalls berichtet er, dass Berengar und Alain, Fürsten der Bretagne, Rollo den Treueid geleistet hätten. Das deckt sich nicht mit den übrigen Quellen. Flodoard von Reims, ein Zeitgenosse der Ereignisse, schreibt, man habe Rollo die Stadt Rouen und einige dazugehörende Gaue gegeben. Man geht davon aus, dass es sich zunächst um das Gebiet der heutigen Départements Seine-Maritime, Eure, Calvados, Manche und Teile von Orne handelte. Wilhelm Langschwert erhielt von König Rudolf von Burgund 924 weitere Gebiete zu Lehen, das Bessin, dem Hiémois und Maine. 933 kamen noch Cotentin und Avranchin hinzu. Allerdings sind diese Belehnungen quellenmäßig schlecht belegt, weil Dudo und Flodoard nur ungenaue Angaben über diese Gebiete machen.
Aus den Quellen geht auch nicht eindeutig hervor, welche Rechtsstellung Rollo im westfränkischen Reich hatte. Dudo nennt sieben Rechtsakte:
- Die kommendierende Handgebärde
- Die Verlobung Rollos mit der Königstochter
- Übertragung des Landes
- Der Fußkuss
- Die eidliche Garantie des Königs und der Großen
- Ein Jahr später die Taufe in Rouen
- Die Vermählung Rollos mit der Königstochter Gisla.

Das Ineinanderlegen der Hände, im Lehnsrecht „der Handgang“ genannt, war bei den Lesern Dudos ohne weiteres als Belehnungsritus zu verstehen. Aber bereits die Verlobung und die spätere Hochzeit werfen Fragen auf. Denn der König hatte keine heiratsfähige Tochter namens Gisla. Er hat ja erst 907 erstmals geheiratet. Nach Behauptung der normannischen Krieger soll sie auch nicht eine vorehelich gezeugte Tochter gewesen sein. Auch der Fußkuss dürfte nicht historisch sein, denn er gehörte nicht zum Belehnungsritual, er war zu dieser Zeit überhaupt nicht Sitte. Dudo nennt Rollo „dux“, obgleich dieser Titel 911 den Herzögen der Normandie noch nicht zugestanden hat. Die Wartefrist von einem Jahr ist im Sinne des Katechumenats zu verstehen: Die Taufvorbereitung durch Unterweisung in die christliche Lehre, Gebete und das Glaubensbekenntnis. Rollos Rechtsstellung wird von Dudo überhöht: Er habe sich als dux der Normandie zwar zum Königsdienst verpflichtet, aber nur so weit wie die anderen duces, z. B. Robert von Neustrien. Er sei dem König ebenbürtig gewesen. Er sei auch ein Patricius mit erbrechtlichem Besitztitel über die gesamte Normandie gewesen. Er sei auch Robert von Neustrien, der sein Taufpate war, rechtlich ebenfalls verpflichtet. Wie seine Rechtsstellung im fränkischen Reich tatsächlich definiert war, lässt sich aus Dudos Bericht nicht ermitteln.

### Einfälle im Mittelmeerraum
In den süditalienischen Gebieten herrschten sie seit ungefähr 1030. Einzelne Normannengruppen dehnten mit dem beginnenden 11. Jahrhundert ihre Streifzüge bis in den Mittelmeer-Raum aus und setzten sich in der Gegend um Neapel, bei Aversa und Capua fest. Schließlich erlangten sie in beinahe ganz Süditalien und Sizilien die Herrschaft, das sie von den Sarazenen eroberten.

### Siedlung auf den britischen Inseln
Im Jahr 1066 eroberte der normannische Herzog Wilhelm England nach der Schlacht bei Hastings. Edgar Ætheling, einer der Konkurrenten Wilhelms um den englischen Thron, floh schließlich nach Schottland. König Malcolm III. heiratete Margaret, die Schwester Edgars, und stand damit in Opposition zu Wilhelm, der schon die südliche Grenzen von Schottland in Frage gestellt hatte. Im Jahr 1072 überfiel Wilhelm Schottland und ritt bis Abernethy, wo er sich mit seiner Flotte traf. Malcolm unterwarf sich Wilhelm und huldigte ihm, er gab ihm seinen Sohn Duncan als Geisel. Seitdem gab es immer wieder Streit darüber, ob die schottische Krone dem König von England Gehorsam schulde.
Normannen kamen nach Schottland, bauten Burgen und begründeten Adelsfamilien, die künftige Könige wie Robert I. stellten. Sie gründeten auch einige Schottische Clans. Alexander I., der ältere Bruder von König David I., heiratete Sybilla von Normandie. David I. stellte die normannische Kultur den Schotten vor und verbrachte Zeit am Hof von König Heinrich I., der selbst Edith von Schottland, die Schwester Davids, heiratete. Um das Königreich der Herrschaft seines Halbbruders, Máel Coluim mac Alaxandair, zu entziehen, musste David viele Menschen mit Ländereien bedenken. Das Verfahren wurde unter den Nachfolgern Davids fortgesetzt, am meisten unter Wilhelm I. Das von den Normannen stammende Feudalsystem wurde in unterschiedlichem Ausmaß in großen Teilen Schottlands eingeführt. Schottische Familien wie die Bruce, Ramsay, Fraser, Ogilvy, Montgomery, Sinclair, Pollock, Douglas oder Gordon und auch das spätere Haus Stuart sind alle auf normannische Wurzeln zurückzuführen.

## Kultur
Im 11. Jahrhundert kam es in der Normandie zu wichtigen Entwicklungen der europäischen Musikgeschichte. Die Abteien Fécamp und Saint-Évroult waren Zentren von Musikproduktion und musikalischer Bildung. Bei Fécamp wurde unter den italienischen Äbten Wilhelm von Dijon und Johannes von Fécamp ein System der Notendarstellung durch Buchstaben entwickelt und gelehrt. Unter dem deutschen Abt Isembard wurde La Trinité-du-Mont zu einem Zentrum der Musikkomposition.
Bei Saint-Évroult entwickelte sich die Tradition des Singens, und der Chor der Abtei wurde in der Normandie berühmt. Unter dem normannischen Abt Robert de Grantmesnil flohen mehrere Äbte von Saint-Évroult nach Süditalien. Dort wurden sie von Robert Guiscard unterstützt und gründeten ein lateinisches Kloster bei Sant’Eufemia. Dort setzten sie die Tradition des Singens fort.
Die normannische Architektur etablierte sich in den von ihnen eroberten Gebieten. In England und Italien verbreiteten sie einen einzigartigen Stil mit ihren typischen nordfranzösischen Burgen. In Italien integrierten die Normannen Elemente aus der islamischen, der lombardischen und der byzantinischen Architektur.